# Chibuene
Chibuene ist eine eisenzeitliche Handelsstadt fünf Kilometer südlich vom heutigen Vilankulo am Indischen Ozean in der Provinz Inhambane im heutigen Mosambik. Es handelt sich um einen der südlichsten Orte, die vom Handel an der ostafrikanischen Küste erreicht wurde.
Bei Ausgrabungen konnten zwei Besiedlungsschichten deutlich unterschieden werden. Die untere Schicht datiert an das erste nachchristliche Jahrtausend. Ein genaues Datum des Beginns der Besiedlung ist umstritten. Es wurde sogar ein Datum vor 600 n. Chr. vorgeschlagen. Die Keramik hat Ähnlichkeiten mit der von Kilwa. Es fanden sich Importkeramik aus Arabien und Glasperlen. Schafs- und Rinderknochen belegen, dass diese Tiere gehalten wurden.
Die zweite Besiedlungsphase datiert vom 13. Jahrhundert bis in die Gegenwart. Die Keramik ähnelt zum Teil der, die in Manyikeni oder Sofala gefunden wurde. Manyikeni liegt 50 Kilometer entfernt im Landesinneren, Groß-Simbabwe 350 Kilometer.
Es wurde vorgeschlagen, den Ort in das UNESCO-Weltkulturerbe aufzunehmen.